# 310

## Догађаји
- Википедија:Непознат датум — Максимин Даја постаје август

- Максимијан, пензионисани цар, подиже буну  против цара Константина у Арлу док овај води кампању против Франака.
- Максимина Даја, цезара под царем Галеријем, његове трупе проглашавају августом. Галерије је принуђен да га призна за сувладара Истока. Римско царство је тако подељено између седам истовремених царева: Галерије (Источни), Максимин Даја (Источни), Лициније (Средњи), Константин (Запад), Максимијан (Запад), Максенције (Италија) и Домиције Александар (Африка).
- јул – Максимијан бежи у Марсеј где је опкољен и предаје се. Константин подстиче његово самоубиство, а Максимијан, стар 60 година, се обеси. Цар Максенције осуђује убиство свог оца.
- Лициније успешно походи против Карпа.
- Хаелхае постаје краљ корејског краљевства Сила.
- У Триру, Константин наређује да се кује нови новчић, солидус, у настојању да надокнади опадајућу вредност денара и унесе стабилност царској валути обнављањем златног стандарда. Солид (касније познат као безант) ће се ковати у Византијском царству без промене тежине или чистоће све до 10. века.
- 18. април – Папа Јевсевије је наследио папу Маркела I као 31. римског епископа, али га је 17. августа цар Максенције протерао на Сицилију, где је умро.

## Смрти
- Википедија:Непознат датум — Преподобна мученица Февронија - хришћанска светитељка.
- Википедија:Непознат датум — Свете Домнина, Вирина и Просдока
- Википедија:Непознат датум — Папа Евсевије
- Википедија:Непознат датум —Цар Максимијан